# 甜菜
甜菜又名菾菜或紅菜，为莧科甜菜属下的一个种。原产于欧洲西部和南部沿海，从瑞典直到西班牙，是热带甘蔗以外的一个主要糖来源。叶子也是一种蔬菜。

## 形态
甜菜是一种两年生草本植物，茎有1-2公尺高，叶长5-20公分，叶形多变异，有长圆形，心脏形或舌形，叶面有皱纹或平滑；花小，绿色，每朵直径僅3-5毫米，5瓣，风媒。果实球状褐色，通常数个联生成球果；主根为肉质块根，有圆锥形，也有纺锤形和楔形，皮有红色、紫色、白色、浅黄色等不同的品种。

## 特性
甜菜喜凉爽少雨气候，生长适温约15°C，为温带地区最主要的制糖作物。根肥大似萝卜却富含蔗糖，可以生产砂糖，日照充足且日夜温差大有利糖分累积；在高温和潮湿地区生长的甜菜含糖量低。

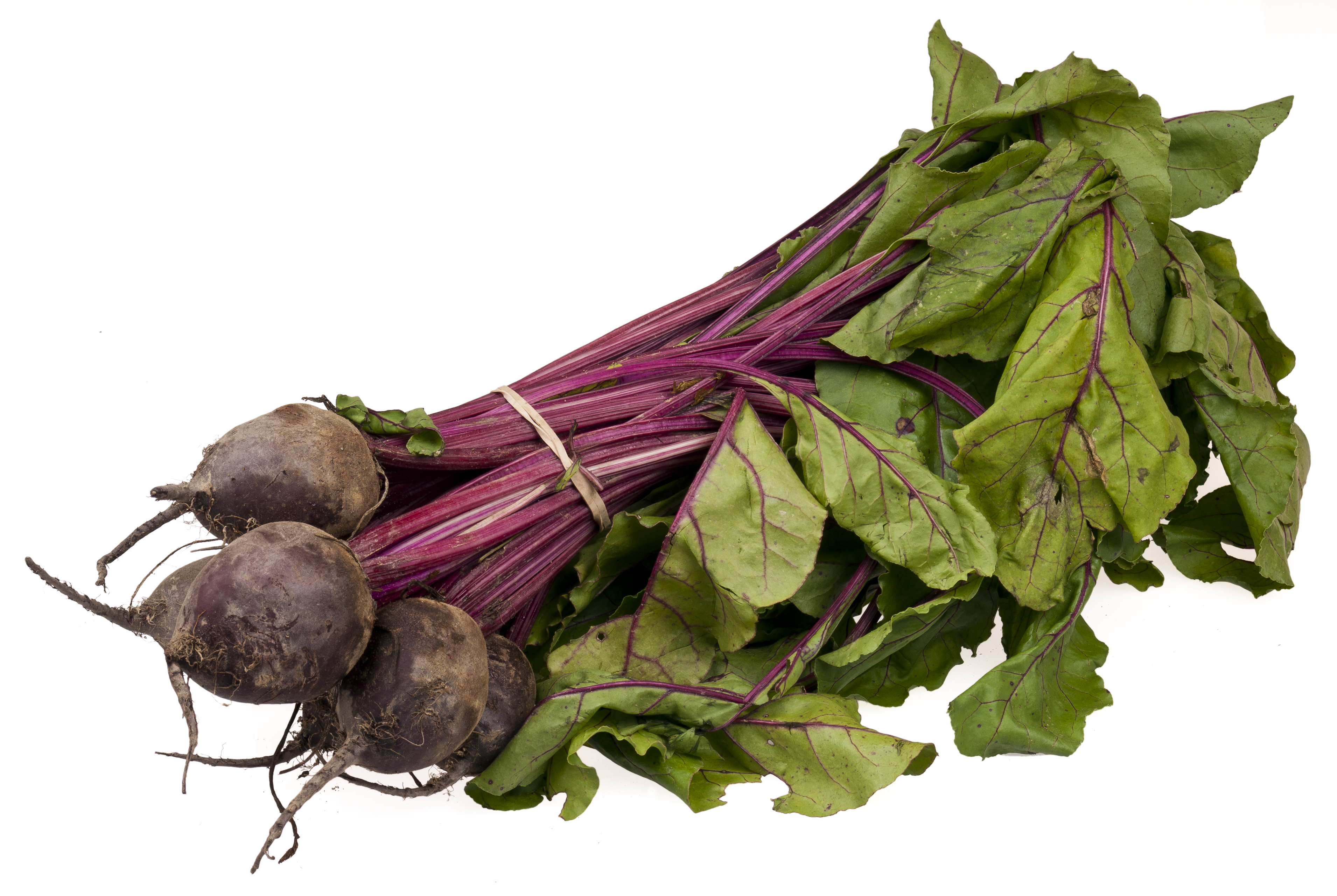
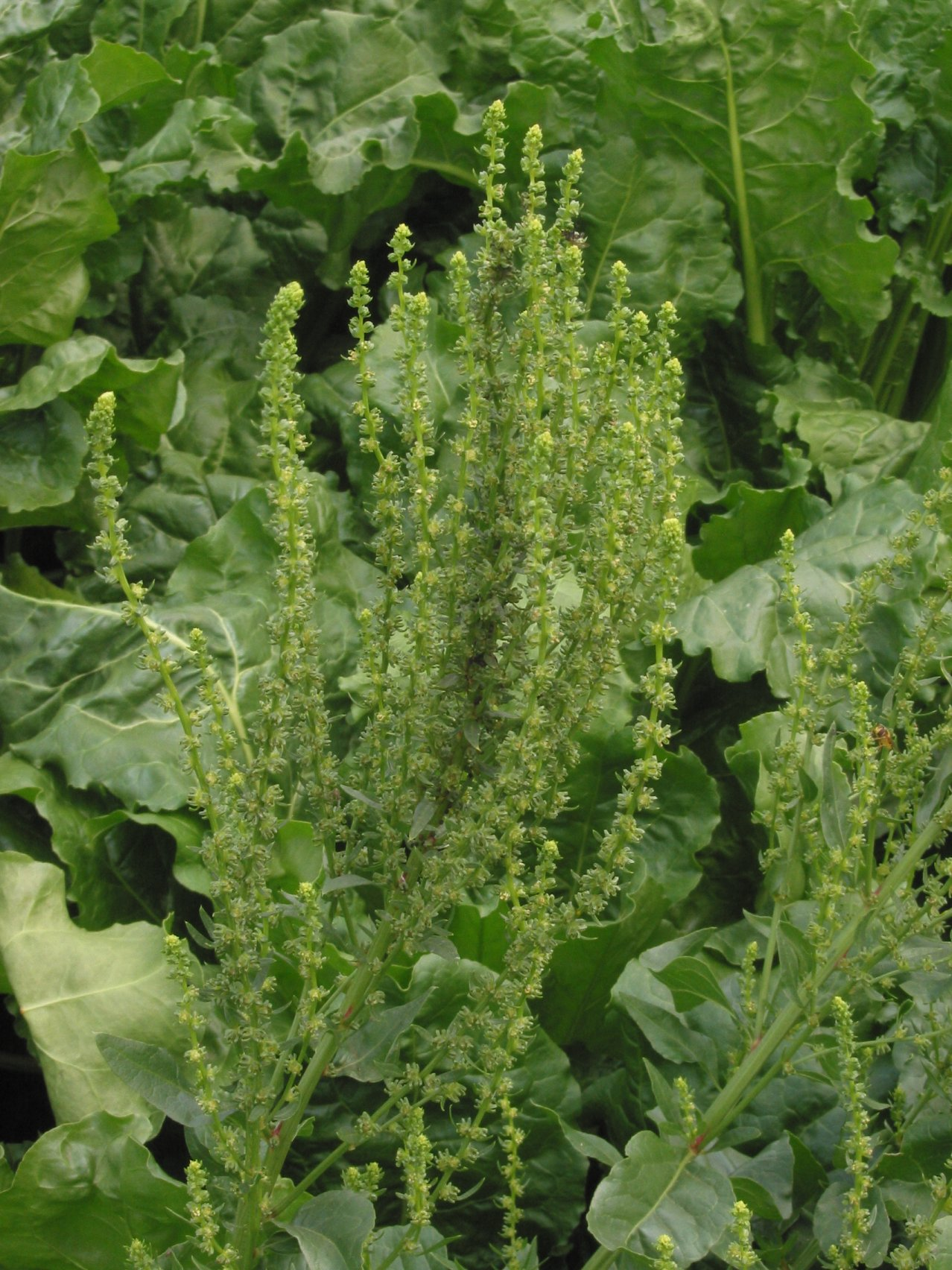
花序
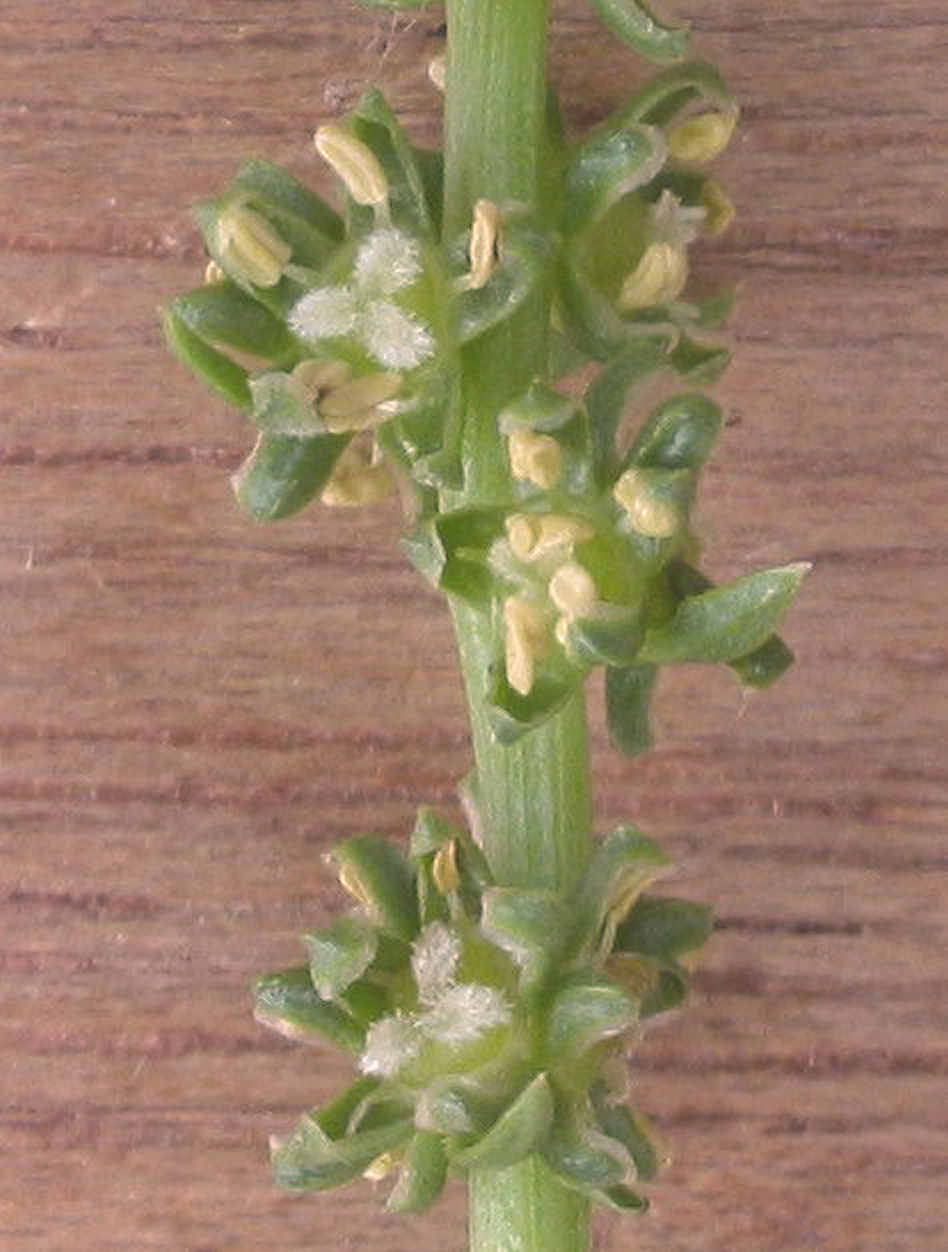
花
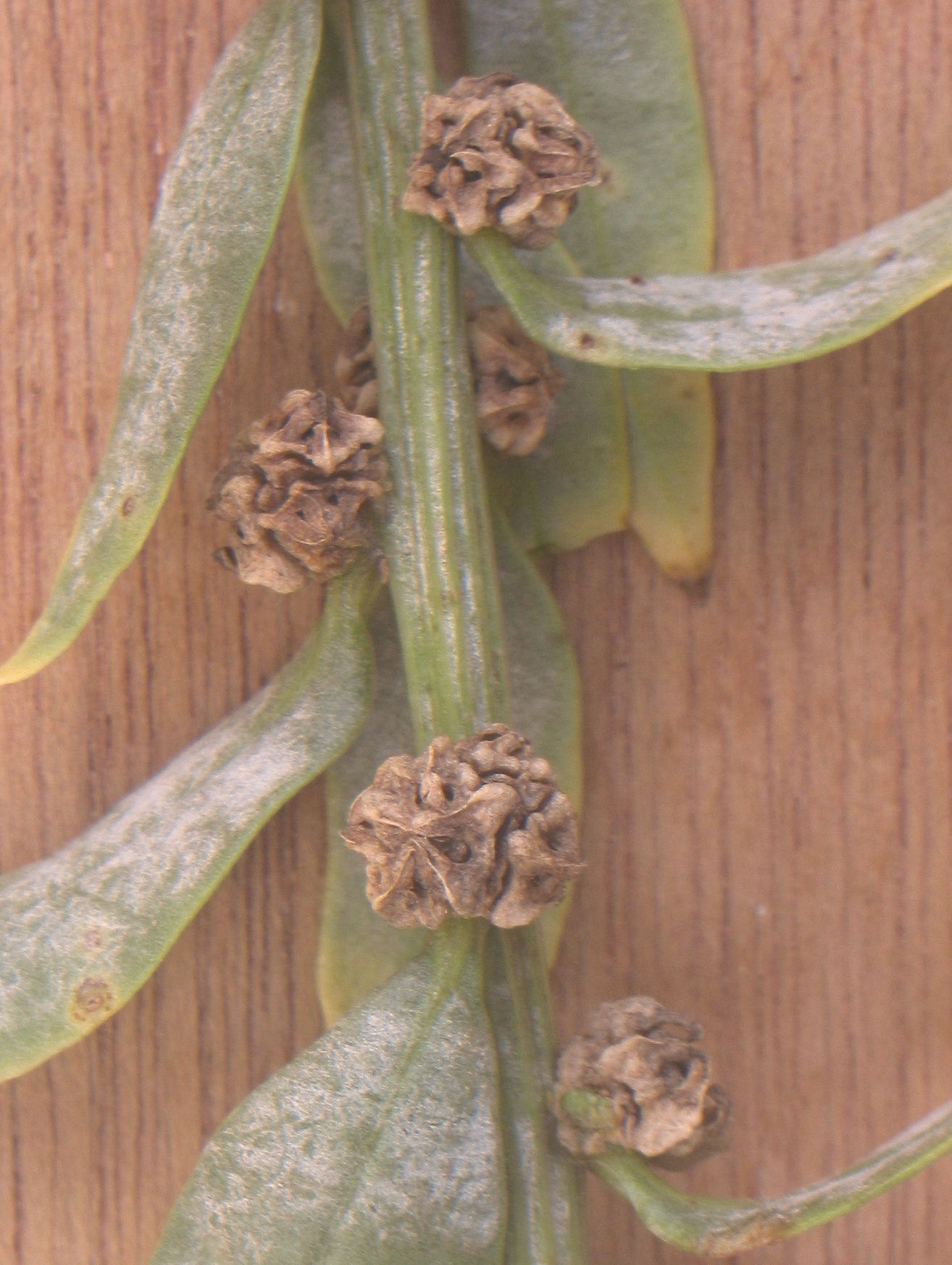
果實
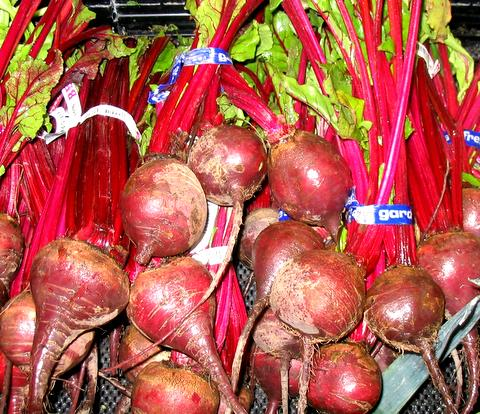
塊根
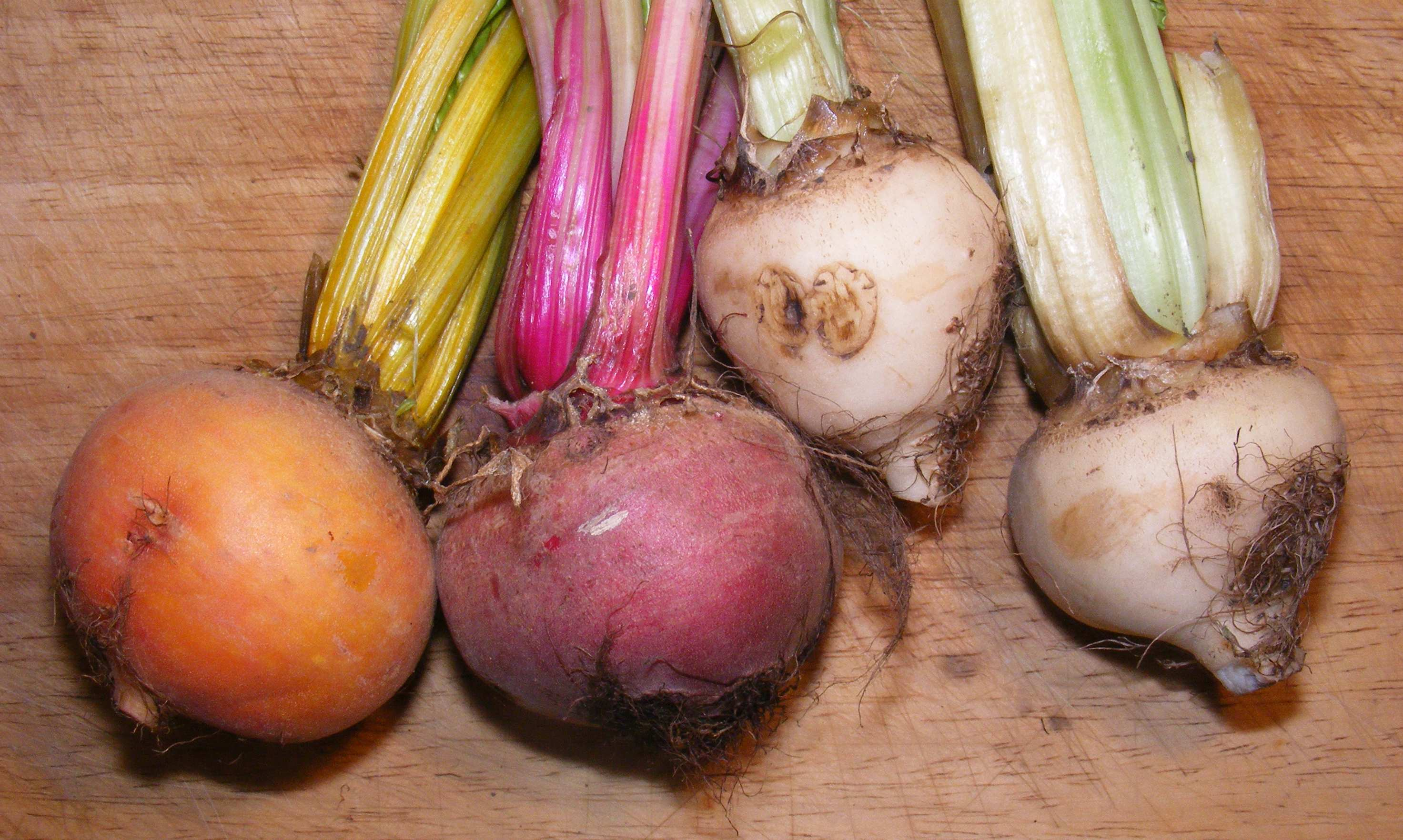
不同顏色的塊根
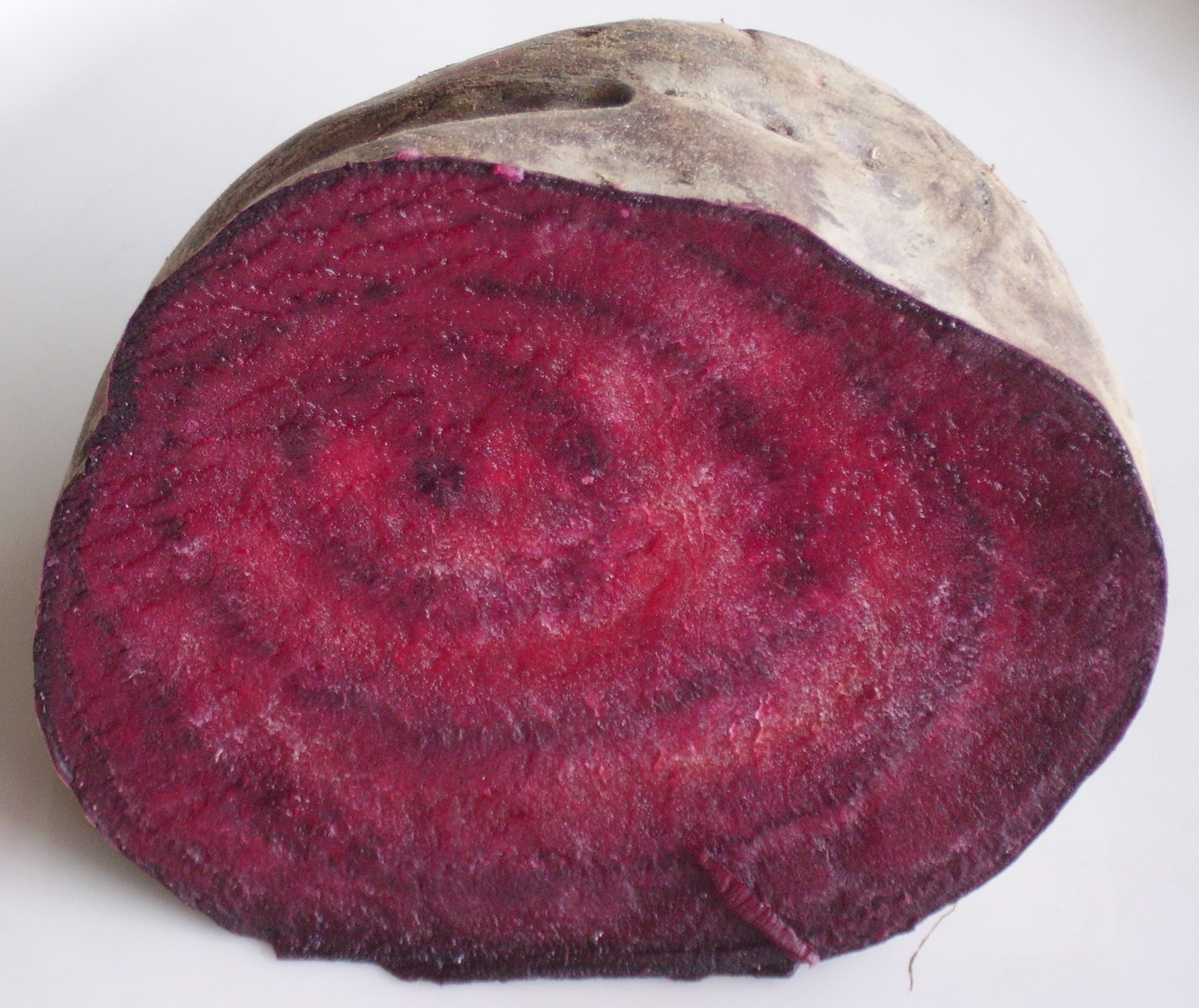
切半塊根

## 甜菜變種

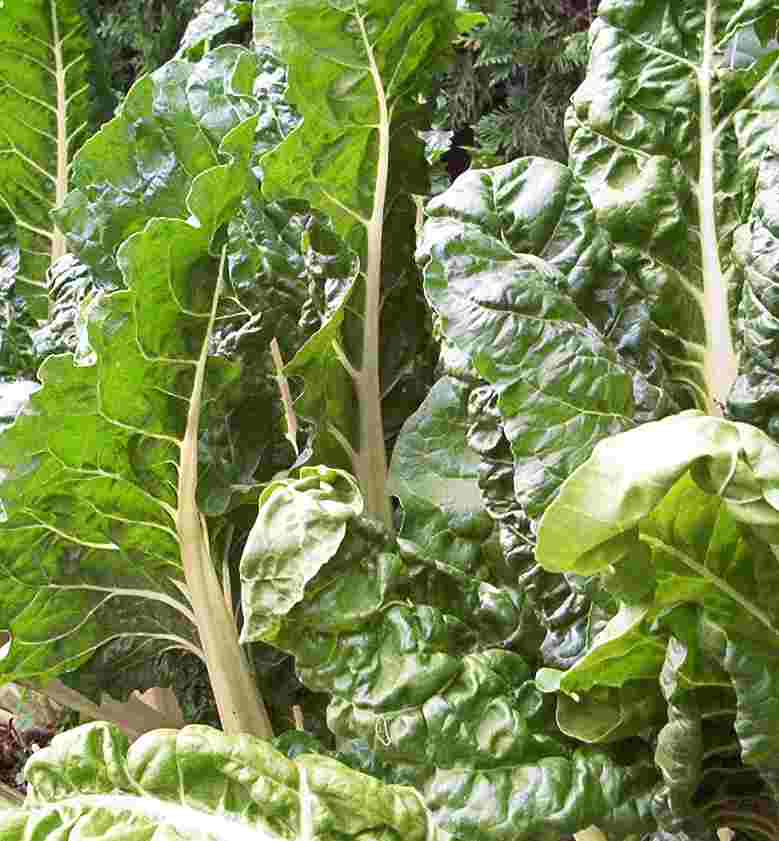
莙荙菜

有一个变种“莙荙菜”（var cicla）根不肥大而叶大，是用做蔬菜。另外甜菜根的色素含量極為豐富，主要色素稱為甜菜素（batalain），包括紅色的甜菜青素(Betacyanins)及黃色的甜菜黃素(Betaxanthins)，多數品種的甜菜根含有較多量的紅色甜菜青素，每100公克的甜菜根含有高達200毫克的色素，是很好的色素來源。西歐每年大約產出20萬噸以上的甜菜根，其中大約有10%係用來加工做為色素用途。但因甜菜紅對熱、氧氣及光線很敏感，使其在應用上受到限制，一般常用於冰淇淋、凝態優酪乳、乾混食品及糖果等食品中。
- 紫叶甜菜，Beta vulgaris var. cicla ‘Vulkan’，又称红叶甜菜，这种园艺种是多年生草本观叶植物。中国有栽培。
- 橙柄甜菜，Beta vulgaris var. cicla ‘Bright Yellow’，这种园艺种是多年生草本观叶植物。中国有栽培。

## 用途

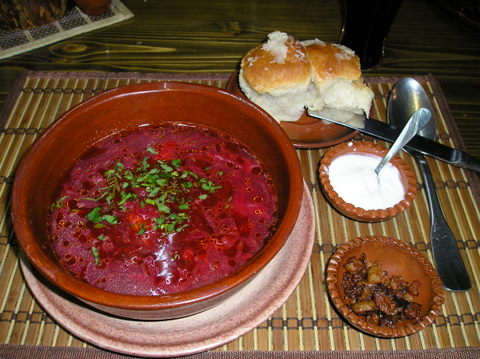
紅菜湯

甜菜的主根被稱為红菜头，是歐洲一種普遍蔬菜，東歐名菜羅宋湯就是以紅菜頭為主原料烹製的菜式。於無法種植甘蔗的寒冷歐洲亦是製糖的主要原料。
甜菜除用于制糖之外，其副产物同时具有较高的综合利用价值。如糖蜜经过发酵，或通过化学方法处理，能生产甲醇、乙醇、丁醇、甘油、味精及丙酮等。还可用作制取三磷酸腺苷、金霉素、维生素B复合体、蛋白酵母及柠檬酸等许多医药与轻工业产品的原料。
古代西方利用甜菜做药用，古代罗马帝国用甜菜治疗便秘和发烧，用甜菜叶子包裹治疗外伤。由于甜菜汁含硼，古代欧洲用它做春药。中世纪欧洲用甜菜根治疗消化系统和循环系统疾病。食用过多的甜菜会使小便颜色变紅。
2022年發表在「Frontiers in Nutrition」上的一項科學研究論文表明，甜菜根汁中含有的硝酸鹽有助於降低高血壓患者血壓的收縮壓，但不能降低舒張壓。飲用甜菜根汁或服用硝酸鹽的人其血壓會在24小時內下降。甜菜根汁中的無機硝酸鹽在被食用後將轉換成一氧化氮氣體，而這種氣體可以促進血管擴張和減壓的作用。

## 營養
甜菜富含维生素C和维生素A，維生素B1、B2，粗蛋白，粗脂肪、膳食纖維、容易消化吸收的醣類，及鐵、鈣、鉀、锌等礦物質。其中水溶性膳食纖維，可促進腸胃蠕動，幫助消化，調整腸道功能，協助礦物質吸收，有助人體獲得均衡營養。250克的甜菜根营养成分为：

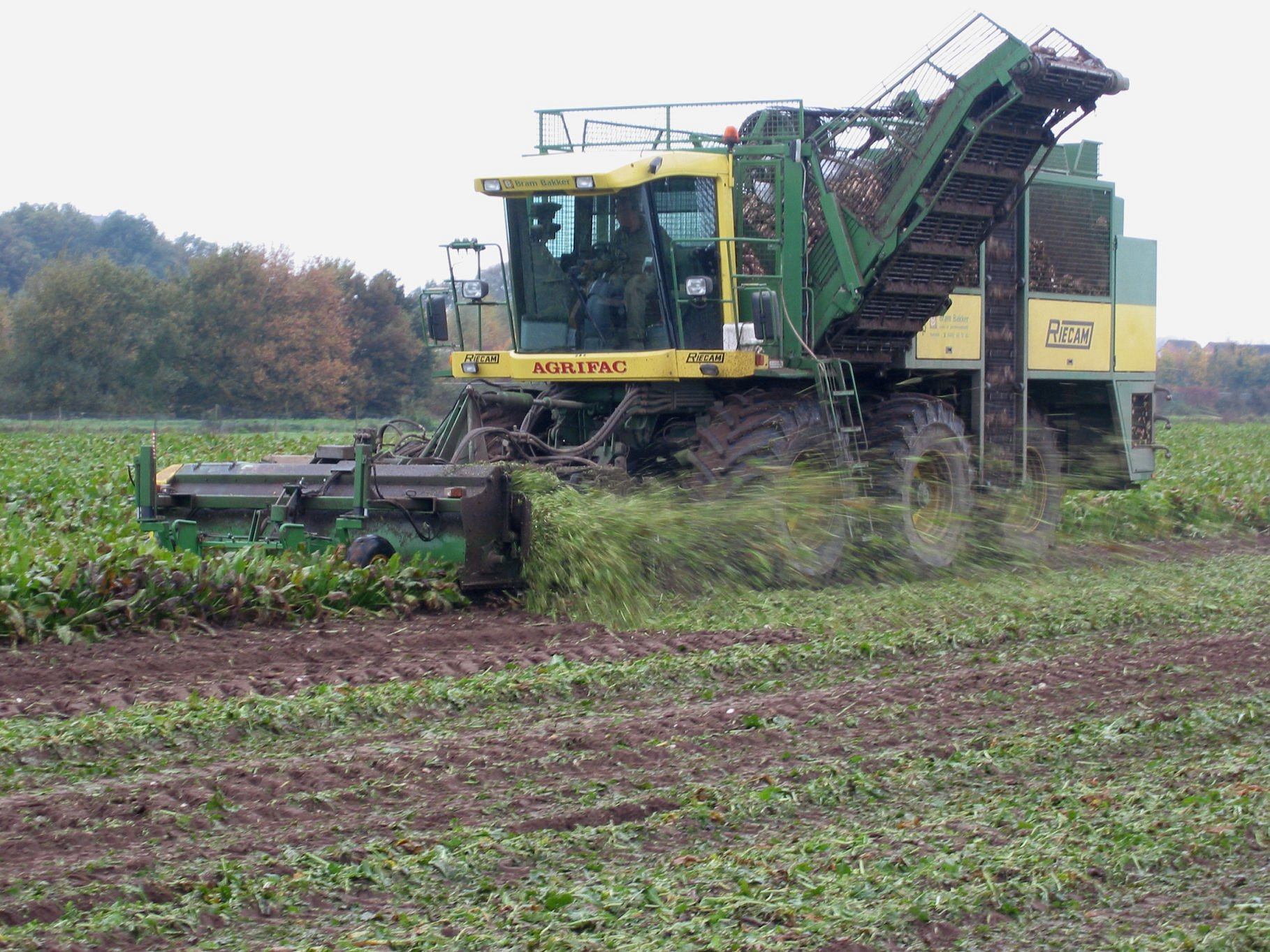
甜菜收割机

- 热量 31 卡 (130 千焦)
- 碳水化合物 8.5 g
- 纤维素 1.5 g
- 叶酸 53.2 µg
- 磷 32 mg
- 钾 259 mg
- 蛋白质 1.5 g

## 分類
甜菜可以分為三個亞種，其中有兩個是野生亞種，而全部的栽培種甜菜都被分類到Beta vulgaris subsp. vulgaris亞種內。
- 沿海甜菜（英语：Sea beet）（Beta vulgaris subsp. maritima），野生亞種。原產於地中海沿岸、歐洲的大西洋沿岸、近東地區及印度。是栽培種甜菜的祖先，栽培種甜菜大都是由本種選拔分離出來的。
- 阿達納甜菜（Beta vulgaris subsp. adanensis），野生亞種。原產於希臘至敘利亞。
- 栽培甜菜（Beta vulgaris subsp. vulgaris），甜菜的栽培種都屬於本亞種。

曼斯費爾德農作物百科全書（Mansfeld's Encyclopedia of Agricultural and Horticultural Crops）將栽培甜菜分為葉用甜菜及根用甜菜兩大類。
- 葉用甜菜（Beta vulgaris subsp. vulgaris convar. cicla），主要利用的部位是葉子。葉子作蔬菜食用，可再細分為兩類：
  - 食用葉子的品種，英文稱為Spinach beet。
    - 莙薘菜，學名Beta vulgaris subsp. cicla。

  - 食用葉梗的品種，具有肥大肉質的葉梗，英文稱為Chard。
- 根用甜菜（Beta vulgaris subsp. vulgaris convar. vulgaris），主要利用的部位是塊根。塊根可以作蔬菜、製糖及作飼料等，可再細分為三類：
  - 甜菜頭，又稱食用甜菜、甜菜根、紅菜頭，塊根用作蔬菜的品種，英文稱為Garden beet。
  - 糖用甜菜，塊根用以製糖的品種，英文稱為Sugar beet。
  - 飼用甜菜，塊根用作飼料的品種，英文稱為Mangelwurzel。
- 還沒分類的甜菜品種
  - 紫菜頭，學名Beta vulgaris var. rosea。
  - 糖蘿蔔，學名Beta vulgaris var. saccharifera